# 黄毛铁线莲
黄毛铁线莲（学名：Clematis grewiiflora）为毛茛科铁线莲属下的一个种。

## 扩展阅读
- 維基物種上的相關：黄毛铁线莲